# Thomas Pasley
Pour les articles homonymes, voir Pasley.
Thomas Pasley, 1er baronnet, né le 2 mars 1734 à Langholm et mort le 29 novembre 1808 à Winchester, est un amiral de la Royal Navy.
Il participe à la guerre de Sept Ans, à la guerre d'indépendance des États-Unis et aux guerres de la Révolution française.
Il obtient son titre de baronnet après avoir perdu une jambe à la bataille du 13 prairial an II.
Il est Commander-in-Chief, Plymouth de 1799 à 1802.